# Япраккушъелга
Япраккушъелга — река в Ишимбайском районе Башкортостана, правый приток реки Кук-Караук. Протекает по территории Макаровского сельсовета в южной части Ишимбайского заказника.
Длина реки составляет примерно 2,5 км. На всем протяжении течёт по лесистой местности.
У Япраккушъелги есть один именованный приток — река Аткасканъелга, которая вливается в неё с левой стороны в 1,2 км от устья.
Япраккушъелга впадает в Кук-Караук по правому берегу на 6 км от его устья, в 2,5 км выше водопада Кук-Караук.
Река пересекает автотрассу Р316 (бывший Белорецкий тракт).